# セリエA1 (フットサル)
セリエA1（Serie A1）は、イタリアの最上位フットサルリーグ。16クラブが所属する。

## 歴史
1984年に設立され、1989-90シーズンには全国選手権となった。

## 歴代大会優勝クラブ
- 1984 ローマ・カルチョ（英語版）
- 1984–85 ローマ・カルチョ（英語版）
- 1985–86 オルタナ・グリフィス
- 1986–87 マリーノ・カルチェット
- 1987–88 ローマRCB（英語版）
- 1988–89 ローマRCB（英語版）
- 1989–90 ローマRCB（英語版）
- 1990–91 ローマRCB（英語版）
- 1991–92 BNLローマ（英語版）
- 1992–93 トリノSC・カルチョ（イタリア語版）
- 1993–94 トリノSC・カルチョ（イタリア語版）
- 1994–95 BNLローマ（英語版）
- 1995–96 BNLローマ（英語版）
- 1996–97 BNLローマ（英語版）
- 1997–98 SSラツィオ
- 1998–99 トリノ・カルチョ
- 1999–00 ジェンツァーノ
- 2000–01 ローマRCB（英語版）
- 2001–02 プラート・カルチョ（イタリア語版）
- 2002–03 プラート・カルチョ（イタリア語版）

- 2003–04 アルツィニャーノ・グリフォ（英語版）
- 2004–05 ペルージャ
- 2005–06 アルツィニャーノ・グリフォ（英語版）
- 2006–07 ルパレンセ・カルチョ
- 2007–08 ルパレンセ・カルチョ
- 2008–09 ルパレンセ・カルチョ
- 2009–10 モンテシルヴァーノ
- 2010–11 マルカ・フットサル（英語版）
- 2011–12 ルパレンセ・カルチョ
- 2012–13 マルカ・フットサル（英語版）
- 2013–14 ルパレンセ・カルチョ
- 2014–15 ペスカーラ・カルチョ
- 2015–16 アスティ・カルチョ
- 2016–17 ルパレンセ・カルチョ
- 2017–18 アクア・エ・サポーネ
- 2018–19 ペサーロ・カルチョ（英語版）
- 2019-20 コロナ禍により中断
- 2020-21 ペサーロ・カルチョ（英語版）
- 2021-22 ペサーロ・カルチョ（英語版）

## クラブ別優勝回数
| クラブ                     | 優勝回数 | 優勝年                             |
| -------------------------- | -------- | ---------------------------------- |
| ルパレンセ・カルチョ       | 6        | 2007, 2008, 2009, 2012, 2014, 2017 |
| ローマRCB                  | 5        | 1988, 1989, 1990, 1991, 2001       |
| BNLローマ                  | 4        | 1992, 1995, 1996, 1997             |
| ペサーロ・カルチョ         | 3        | 2019, 2021, 2022                   |
| ローマ・カルチョ           | 2        | 1984, 1985                         |
| トリノSC・カルチョ         | 2        | 1993, 1994                         |
| プラート・カルチョ         | 2        | 2002, 2003                         |
| アルツィニャーノ・グリフォ | 2        | 2004, 2006                         |
| マルカ・フットサル         | 2        | 2011, 2013                         |
| オルタナ・グリフィス       | 1        | 1986                               |
| マリーノ・カルチェット     | 1        | 1987                               |
| SSラツィオ                 | 1        | 1998                               |
| トリノ・カルチョ           | 1        | 1999                               |
| ジェンツァーノ             | 1        | 2000                               |
| ペルージャ                 | 1        | 2005                               |
| モンテシルヴァーノ         | 1        | 2010                               |
| ペスカーラ・カルチョ       | 1        | 2015                               |
| アスティ・カルチョ         | 1        | 2016                               |
| アクア・エ・サポーネ       | 1        | 2018                               |